# Malati d'amore
Malati d'amore è un singolo del gruppo musicale italiano Kaufman, realizzato con la collaborazione di Galeffi, pubblicato il 5 dicembre 2018.

## Tracce
1. Malati d'amore – 3:45